# Monteath Hills
Monteath Hills är en kulle i Antarktis. Den ligger i Östantarktis. Nya Zeeland gör anspråk på området. Toppen på Monteath Hills är 2 550 meter över havet.
Terrängen runt Monteath Hills är huvudsakligen kuperad, men åt sydväst är den platt. Trakten är obefolkad. Det finns inga samhällen i närheten. 